# Хвостилово
Хвостилово — деревня в Парфеньевском районе Костромской области России, входит в состав Парфеньевского муниципального округа.

## География
Деревня расположена в центральной части Костромской области, в глубинном районе Костромского края, приблизительно в 23 км к северу от районного центра — села Парфеньево.  Хвостилово находится вдали от федеральных трасс и железных дорог,  в 18 км к северу от Парфеньева. Местность характеризуется равнинным рельефом, окружена лесными массивами,  небольшими реками и болотами.

## История
Первое документальное упоминание о деревне Хвостилово относится к 1678 году. В это время она входила в состав Матвеевской вотчины князей Репниных, о чем свидетельствуют подворные переписи 1676—1678 годов.  В более ранних документах, в частности, в Ревизских сказках XVIII—XIX веков, название деревни писалось как «Хвастилово».
В период существования Костромской губернии деревня входила в Кологривский уезд. По данным 1872 года в деревне насчитывалось 17 дворов. К 1907 году количество дворов уменьшилось до 11.
До 2021 года деревня входила в состав Матвеевского сельского поселения, упраздненного в рамках муниципальной реформы. С 2021 года входит в состав Парфеньевского муниципального округа.

### Легенды и предания
Среди местных жителей бытуют легенды об основании деревни и происхождении её названия. Одна из легенд, записанная со слов старожилов, гласит, что деревню основали три брата, пришедшие издалека,  один из которых носил имя Алексей.  Другая легенда связывает название деревни с красотой местных девушек и историей о том, как одна из них, плененная красотой, была увезена купцом в Санкт-Петербург и даже попала ко двору Петра I, став прародительницей местных жителей.

### Лингвистические особенности
Местный говор относится к так называемому «Костромскому акающему острову» —  территории, характеризующейся «московским» аканьем, в окружении окающих говоров.  Этот лингвистический феномен, распространенный в северо-западной части Парфеньевского района и прилегающих территориях,  привлекает внимание лингвистов.  Предполагается, что аканье могло проникнуть в этот регион в XVII веке из Москвы или через Москву, возможно, в связи с событиями Смутного времени.  Название деревни, вероятно, связано не со словом «хвост», а со словом «хвастать», что подтверждается старинным написанием «Хвастилово» и  соответствует особенностям местного говора.

### Занятия жителей
Традиционными занятиями жителей были земледелие и плотницкий промысел.  В начале XX века отхожий плотницкий промысел был  распространен в Савинской и Матвеевской волостях,  где  Хвостилово и располагалось.  Плотники из этих мест славились своим мастерством и уходили на заработки в другие регионы России.

## Население
Динамика численности населения деревни Хвостилово:
| Год       | 1872 | 1897 | 1907 | 2002 | 2022 |
| --------- | ---- | ---- | ---- | ---- | ---- |
| Население | 113  | 60   | 63   | 19   | 4    |

В 2002 году национальный состав населения — русские (100 %). По данным переписи 2022 года, постоянное население деревни составляет 4 человека.